# Pilophorus neoclavatus
Pilophorus neoclavatus är en insektsart som beskrevs av Schuh och Schwartz 1988. Pilophorus neoclavatus ingår i släktet Pilophorus och familjen ängsskinnbaggar. Inga underarter finns listade i Catalogue of Life.